# Giuliano Bignasca

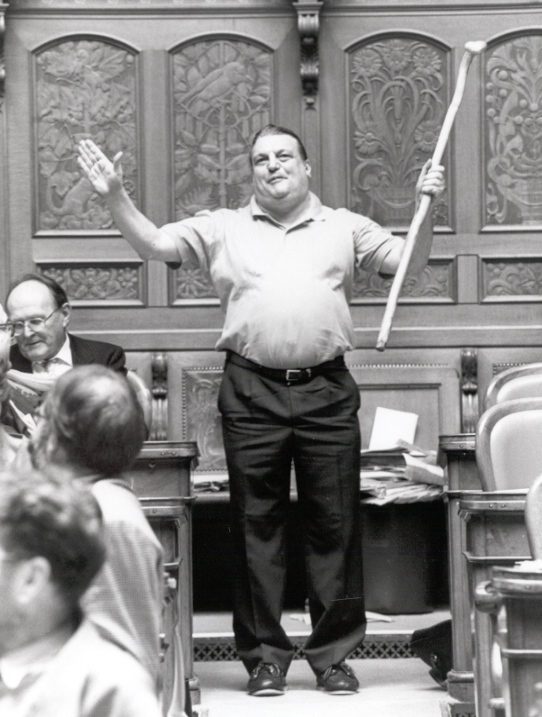
Giuliano Bignasca im Nationalratssaal (1995)

Giuliano Bignasca (* 10. April 1945 in Lugano; † 7. März 2013 in Canobbio; heimatberechtigt in Sonvico) war ein Schweizer Bauunternehmer, Verleger und Politiker (Lega dei Ticinesi).

## Leben und Wirken
In seiner Jugend spielte Bignasca Fussball, 1963 spielte er beim FC Lugano. Nach seiner erfüllten Schulpflicht begann er am Technikum eine Ausbildung zum Bautechniker. Sein Vater war Marmorhändler und Inhaber einer Steinhauerfirma in Lugano, die er zusammen mit seinem Bruder Attilio übernahm und zur Bauunternehmung erweiterte.
Giuliano Bignasca war Vater eines Sohnes. Bignasca starb 67-jährig in den frühen Morgenstunden des 7. März 2013 in seiner Wohnung in Canobbio.

## Politik
1989 lernte er Flavio Maspoli durch die gemeinsame Parteizugehörigkeit bei der FDP kennen. Sie lancierten das von Bignasca finanzierte Gratisblatt «Il Mattino della Domenica», das jeweils am Sonntag erscheint und zu ihrem Machtinstrument und später zur Parteizeitung der Lega wurde.
Von der FDP enttäuscht, gründete er 1991 die Protestpartei Lega dei Ticinesi. Die Boulevardpresse bezeichnete Bignasca als selbsternannten Präsidenten der Lega dei Ticinesi auf Lebzeiten. Obwohl «Il nano» (der Zwerg), wie Bignasca wegen seiner Statur genannt wurde, mehrfach durch Kokainkonsum, Beschimpfungen und dubiose Geschäfte in die öffentliche Aufmerksamkeit geriet, wurde die Lega zur zweitstärksten Partei des Tessins. 1995 und 1999 bis 2003 war er im Nationalrat. Ab 2000 bis zu seinem Tod war er als Regierungsmitglied der Stadt Lugano für die Bereiche öffentliche Bauten, Jugend und Freizeit sowie städtische Dienste zuständig.
Gegen Bignasca wurden mehrere Gerichtsverfahren wegen Ehrverletzungen angestrengt, da er ihm missliebige Politiker und Amtspersonen in der Parteizeitung kritisierte. Der als Unikum in der Politlandschaft geltende Bignasca sprach alle mit «du» an und trug ab und zu Anzüge, aber so gut wie nie eine Krawatte. Seine etwas langen Haare, die früher zu einem Rossschwanz zusammengebunden waren, wurden zu einem Markenzeichen. Bewunderer wie auch Gegner attestierten dem «Politclown» einen ausgeprägten politischen Instinkt. Er sei zudem nie nachtragend.
Am 26. Juli 1991 machte er mit seiner «Freiheitskarawane» auf sich aufmerksam, als er mit Sympathisanten auf der Autobahn A2 von Airolo nach Chiasso bummelte. Dieser Protestanlass gegen Tempolimiten auf Autobahnen verursachte ein grosses Verkehrschaos im Sommerreiseverkehr. Er verbrachte im Juni 1994 eine 24-tägige Haftstrafe in Halbgefangenschaft. Mitte 1995 rutschte er in den Nationalrat nach, bei den Erneuerungswahlen im gleichen Jahr wurde er aber nicht wiedergewählt. Als erneuter Nationalrat von den Wahlen 1999 bis 2003 blieb er zahlreichen Sitzungen fern.
Im Juni 2003 wurde er vom Büro des Nationalrates mit einem Verweis belegt, nachdem er in einer Wahlsendung gesagt hatte: «Man sollte alle Umweltschützer in eine Telefonkabine sperren und dann auslöschen wie den serbischen Premier Zoran Djindjic.»
2006 wurde er gebüsst, weil er in seiner Parteizeitung Leser aufforderte, fixe Radargeräte abzumontieren und eine Belohnung pro abmontiertem Gerät versprach. Aus Freude am Wahlerfolg 2007 schoss er mit einem Sturmgewehr 90 von der Terrasse seines Büros aus Salven gegen den Himmel. Im Lauf waren seinen Aussagen nach Platzpatronen. Nach einem Strafverfahren wurde er wegen öffentlicher Ruhestörung mit einer Busse von 50 Franken bestraft.
2007 wurde wegen Verstosses gegen das Antirassismusgesetz gegen ihn ermittelt. Er hatte in seinem Parteiblatt die Schweizer Fussballnationalelf kritisiert, in der seiner Meinung nach zu viele dunkelhäutige Spieler aufliefen.